# Gran Vía (Valencia)
Gran Vía (en valenciano Gran Via) es un barrio de la ciudad de Valencia (España) perteneciente al distrito de Ensanche. Está situado en el centro de la ciudad y limita al norte con El Pla del Remei, al este con Mestalla, al sur con Monteolivete y al oeste con Ruzafa. Su población en 2009 era de 12.039 habitantes.
Su nombre proviene de la Gran Vía del Marqués del Turia que colinda la parte norte del barrio.

## Demografía

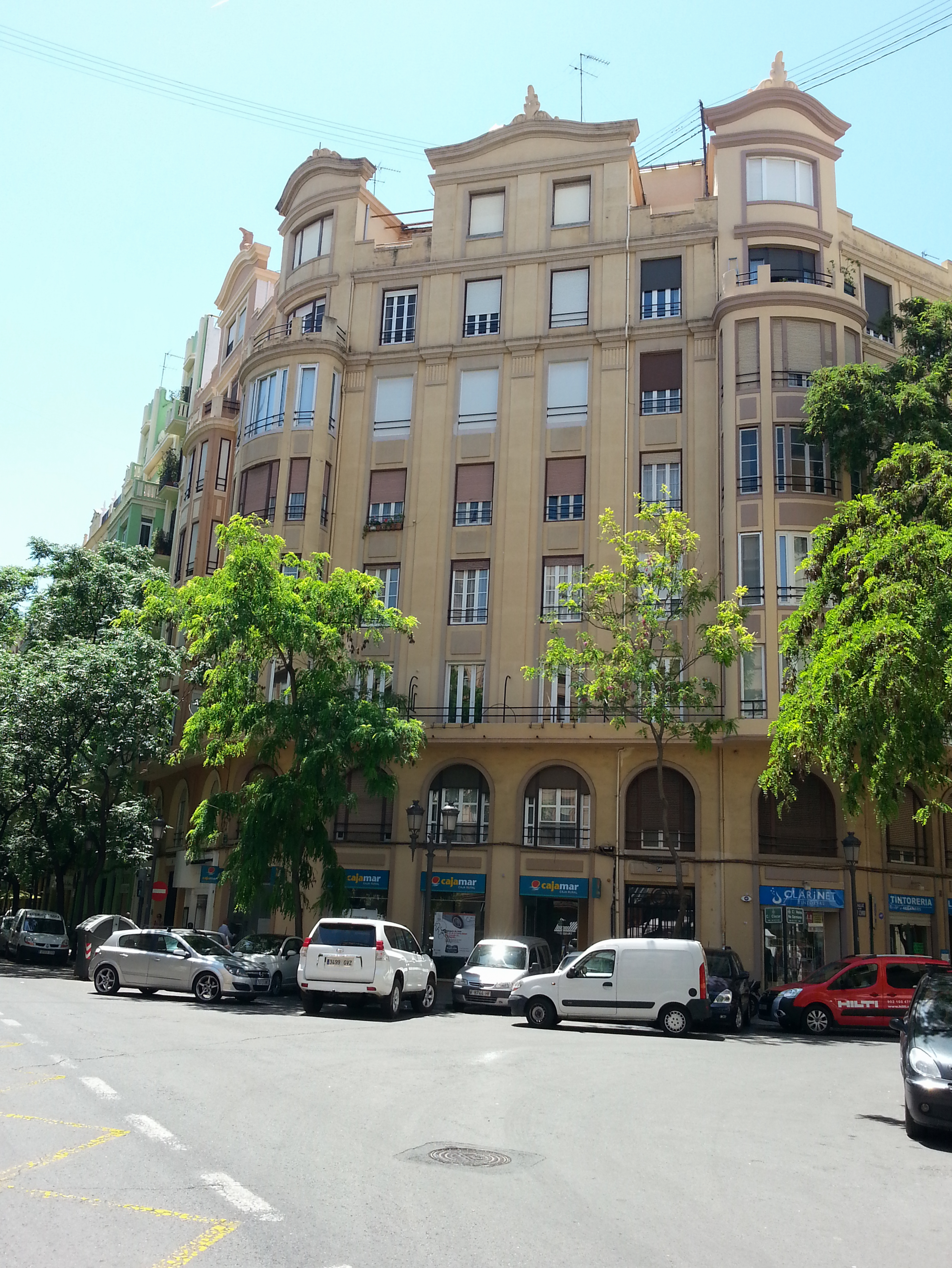
Edificio en la esquina de la calle Reina Doña Germana con la calle Císcar.

| 1981   | 1986   | 1991   | 1996   | 2008   | 2009   | 2010   |
| ------ | ------ | ------ | ------ | ------ | ------ | ------ |
| 15.863 | 14.275 | 13.428 | 13.002 | 12.055 | 12.039 | 11.980 |